# Robert Latane Montague
Robert Latané Montague (* 23. Mai 1819 im Middlesex County, Virginia; † 2. März 1880 bei Saluda, Virginia) war ein prominenter Politiker und Jurist aus dem US-Bundesstaat Virginia, der während des Sezessionskrieges einen Sitz im Confederate States Congress innehatte und Vizegouverneur von Virginia war.

## Leben
Robert Latané Montague wurde 1819 im Middlesex County als Sohn des Lewis Brook Montague (1793–1868) und der Catherine Street Jesse geboren. Nach dem Besuch der Fleetwood Academy erwarb er seine juristische Zulassung 1842 am College of William & Mary. Um diesen Zeitpunkt herum erwarb er eine große Plantage in der Nähe von Saluda, wo er sein Heimathaus baute, das er Inglewood nannte. Während der Wahlkampagnen 1844 für den späteren US-Präsidenten James K. Polk beteiligte er sich an dessen Wahlkampfreise durch Virginia. Montague heiratete Cordelia Gay Eubank am 14. Dezember 1852.
Er war Mitglied im Virginia House of Delegates 1850 und 1852 für die Demokraten. 1852 fungierte er als Hauptstaatsanwalt im Middlesex County, 1853 und 1857 war er Wahlmann bei den Präsidentschaftswahlen. Montague diente als der vierte Vizegouverneur von Virginia während des Amerikanischen Bürgerkriegs von 1860 bis 1864. Bereits bei der Wahl Abraham Lincolns zum Präsidenten hatte Montague die Sezession Virginias von der Union gefordert.
Des Weiteren vertrat er seinen Heimatstadt als Mitglied des Repräsentantenhauses im Second Confederate Congress von 1863 bis 1865. Während des Krieges war er einer der ausführenden Berater bei der Aushebung der konföderierten Truppen Virginias und der Einsetzung von Offizieren. Im Verlauf der 1870er Jahre verlor er wie viele andere führende Konservative (Robert M. T. Hunter, Henry A. Wise, John Letcher) an politischem Einfluss in Virginia, während eine Schicht von jungen Konservativen, die selbst aktiv während des Krieges gedient hatten, nachrückte. Von 1875 bis 1880 war Montague Richter am Gericht des achten Justizbezirks Virginias.
Der Baptist Robert Latané Montague starb im Alter von 60 Jahren an den Folgen einer Wundrose. Sein Sohn Andrew Jackson Montague sollte später von 1902 bis 1906 als Gouverneur von Virginia amtieren.
Darüber hinaus war Montague durch seine Nichte Alice Montague (1869–1929) der Großonkel von Wallis Simpson, the Duchess of Windsor.